# ソーランはっぴぃず
ソーランはっぴぃずは、日本で期間限定活動していたアイドル歌手ユニット。

## 概要
典型的な企画ユニットだが、メンバー4人はいずれも（当時）現役高校生ファッションモデルであり、これらのモデルは『ニコラ』、『Hana*chu→』、『ピチレモン』、『ラブベリー』の協賛により各誌がそれぞれ1名ずつ拠出した。
携帯電話向けの着うた配信サイト『イロメロミックス』の主催で、同サイト上でユーロビート、トランスなどで味付けされた『ソーラン節』の人気投票を行い、最も得票数の多かったバージョンがCD化される企画の結果としてパラパラバージョンのダウンロード数が多かったため、リリースされる楽曲は『踊れ! ソーランパラパラ』となった。
『踊れ! ソーランパラパラ』にはお笑いタレントの猫ひろしも参加し、ソーランはっぴぃずと猫ひろし名義でのリリースとなった。
2006年6月11日の第15回YOSAKOIソーラン祭りの参加をもって解散した。

## メンバー
虎南有香
1989年7月10日生まれ、身長162cm。愛称：コナンc。元『ニコラ』の人気モデル（ニコモ）（2006年5月号卒業）。元はSOUL TIGERメインボーカルで、他にソロやニコモノでもボーカル経験あり。
上原奈美
1991年2月26日生まれ、身長158cm。愛称：なみへえ。元『Hana*chu→』の人気モデル（2006年8月号卒業）。ソロ歌手としても活動している。
浅田美穂
1989年6月2日生まれ、身長162cm。愛称：あさみほ。元『ピチレモン』の人気モデル。過去にピポ☆エンジェルズでボーカル経験あり。
橘美緒
1990年10月5日生まれ、身長164cm。愛称：みおたん。元『ラブベリー』の人気モデル（2008年5月号卒業）。兄はw-inds.の橘慶太。

### ゲスト
猫ひろし
1977年8月8日生まれ、身長147cm。お笑いタレント。

## ディスコグラフィ
- 踊れ! ソーランパラパラ（2006年4月12日、東芝EMI）